# Munroe Falls
Munroe Falls è un comune degli Stati Uniti d'America, situato nello stato dell'Ohio, nella contea di Summit.